# Plectris kriegi
Plectris kriegi är en skalbaggsart som beskrevs av Frey 1973. Plectris kriegi ingår i släktet Plectris och familjen Melolonthidae. Inga underarter finns listade i Catalogue of Life.